# Stazione di Sellia Marina
Stazione di Sellia Marina vasútállomás Olaszországban, Sellia Marina településen.

## Vasútvonalak
Az állomást az alábbi vasútvonalak érintik:
- Jonica-vasútvonal

## Kapcsolódó állomások
A vasútállomáshoz az alábbi állomások vannak a legközelebb:
- Stazione di Simeri Crichi
- Stazione di Cropani